# Tipula (Trichotipula) haplotricha
Tipula (Trichotipula) haplotricha is een tweevleugelige uit de familie langpootmuggen (Tipulidae). De soort komt voor in het Oriëntaals gebied.